# Wyeomyia alani
Wyeomyia alani är en tvåvingeart som beskrevs av Lane och Cerqueria 1957. Wyeomyia alani ingår i släktet Wyeomyia och familjen stickmyggor. Inga underarter finns listade i Catalogue of Life.